# مبارز سرخ‌پوست
مبارز سرخ‌پوست (انگلیسی: The Indian Fighter) یک فیلم در ژانر وسترن به کارگردانی آندری دی‌تاث است که در سال ۱۹۵۵ منتشر شد.

## بازیگران
- کرک داگلاس
- السا مارتینلی
- والتر ماتائو
- دایانا داگلاس
- والتر آبل
- لان چینی جونیور
- الیشا کوک جونیور
- الن هیل جونیور
- ادوارد فرانز
- هنک وردن
- هری لندرز
- ویلیام ادوارد فیپز